# Investiture de Valéry Giscard d'Estaing
L'investiture de Valéry Giscard d'Estaing désigne l'ensemble des évènements relatifs à la passation des pouvoirs entre Alain Poher et Valéry Giscard d'Estaing l'issue de l'élection présidentielle française de 1974. Elle marque le début de la présidence de Valéry Giscard d'Estaing (1974-1981).

## Contexte
Georges Pompidou meurt en 1974. Alain Poher, président du Sénat, lui succède en tant que président par intérim. Une élection présidentielle est rapidement organisée, et Valéry Giscard d'Estaing sort vainqueur de François Mitterrand lors d'une campagne courte.
Le lendemain de l'élection, le président élu charge Philippe Sauzay, un de ses collaborateurs les plus proches, d'entrer en contact avec Alain Poher afin d'assurer la passation. Elle est fixée au 27 mai 1974. Sauzay, accueilli au palais de l'Elysée par Poher, se voit remettre une pochette contenant une demande de nomination de Robert Poujade au poste d'inspecteur général de l’Éducation nationale.

## Cérémonie
Afin de souligner sa jeunesse, Giscard d'Estaing arrive au palais à pied, et sans jaquette.
Michel Poniatowski et Jacques Chirac, deux figures majeures du camp présidentiel, sont présents à la cérémonie. Poniatowski humilie Chirac en lui donnant des directives alors que des journalistes se trouvent non loin d'eux.
Hubert Védrine écrit, des décennies plus tard, que la passation de pouvoirs entre Poher et Giscard d'Estaing n'avait pas été une véritable passation de pouvoir, pas plus qu'entre Poher et Pompidou, car le président par intérim ne possédait pas lui-même pas authentiquement les pouvoirs présidentiels, et était tenu à expédier les affaires courantes.